# دنی اش
دنی اش (انگلیسی: Danni Ashe؛ زاده ۱۶ ژانویهٔ ۱۹۶۸) یک بازیگر پورنوگرافی اهل ایالات متحده آمریکا است.